# Asaphidion

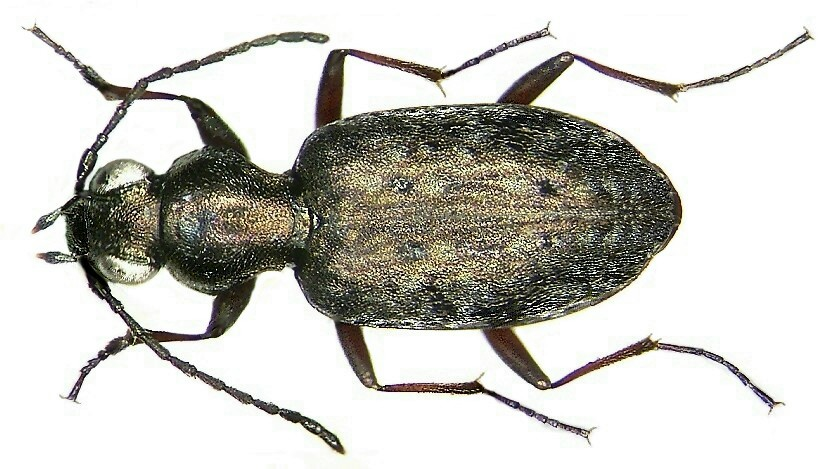
Asaphidion caraboides, gatunek typowy rodzaju Asaphidion

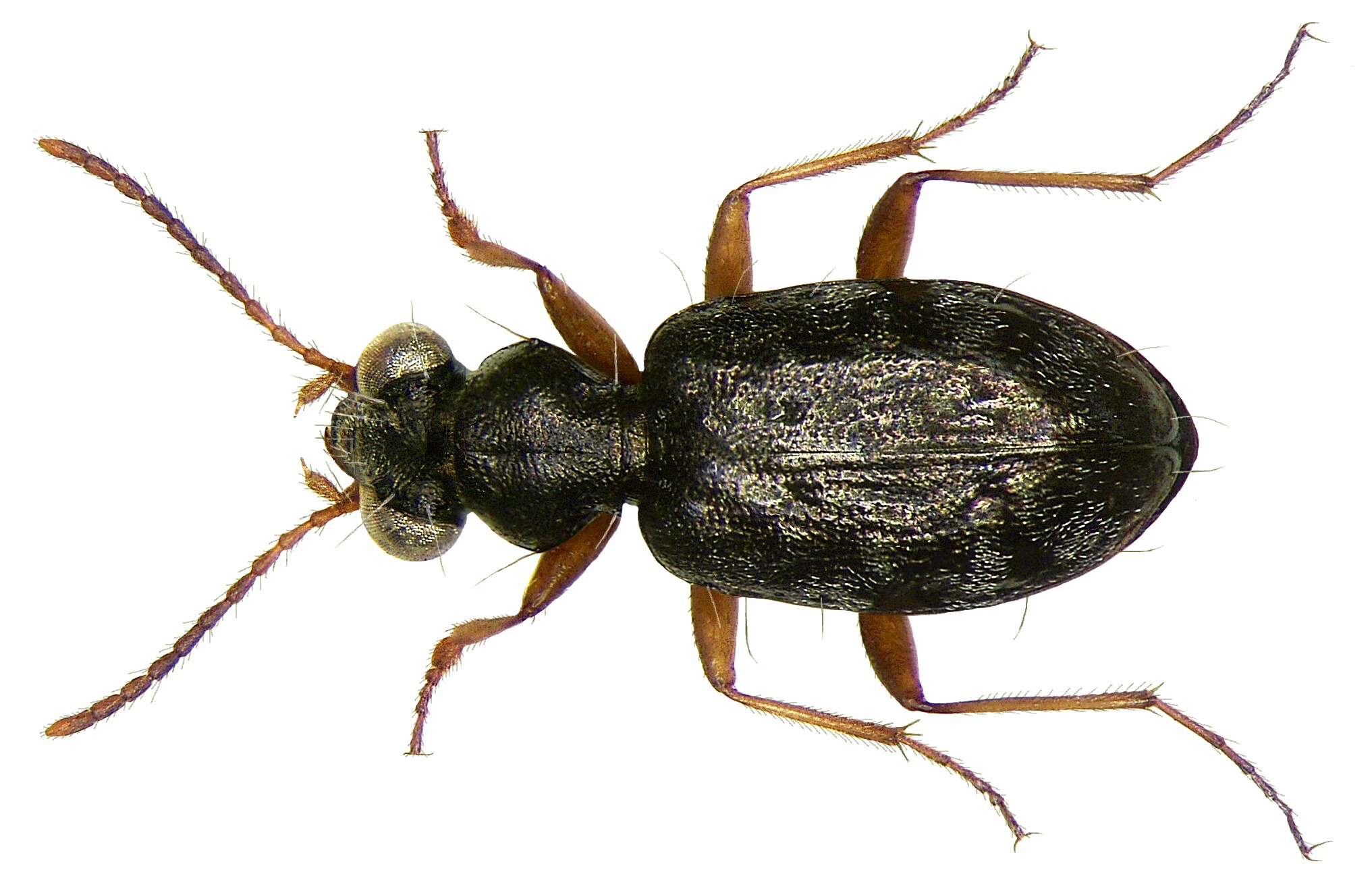
Asaphidion flavipes

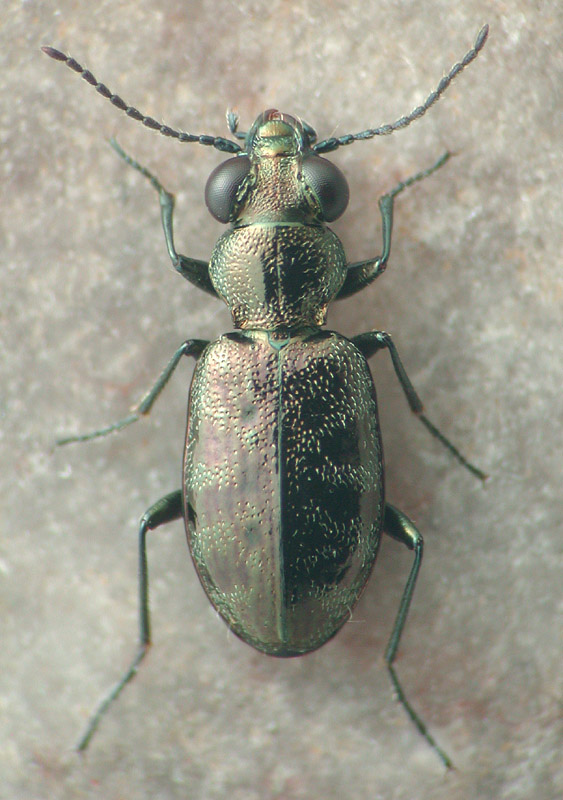
Asaphidion yukonense

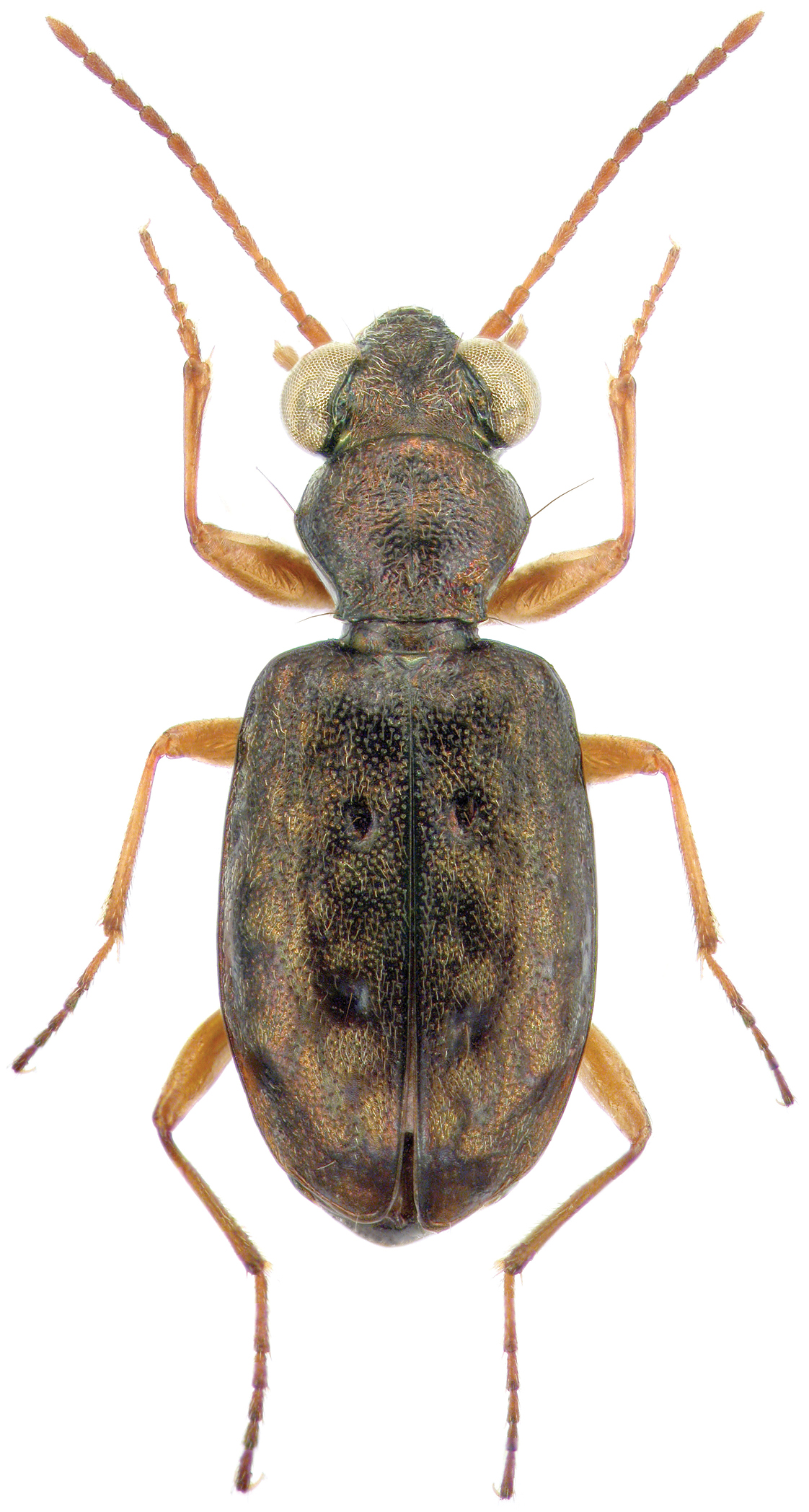
Asaphidion curtum

Asaphidion – rodzaj chrząszczy z rodziny biegaczowatych, podrodziny Trechinae i plemienia Bembidiini. Chrząszcze te są drobne (do 7,5 mm), metalicznie ubarwione i owłosione. Zamieszkują wilgotne siedliska, głównie holarktyki.

## Taksonomia
Rodzaj opisany został w 1821 przez Pierre’a F.M.A. Dejeana pod nazwą Tachypus. Jako nazwa już zajęta była jednak błędna i w roku 1886 rodzaj ten został opisany pod obecną nazwą przez Maurice’a Des Gozisa. Gatunkiem typowym ustanowiony został Elaphrus picipes Duftschmid, 1812, czyli obecny Asaphidion caraboides. Dawniej rodzaj ten bywał zaliczany do podrodziny Bembidiinae.

## Morfologia
Przedstawiciele rodzaju mają grzbietową część ciała w całości gęsto punktowaną. Pokrywa ją rzadkie, przylegające owłosienie. Oczy bardzo duże i silnie wypukłe, wyłupiaste. Przedplecze sercowate, nie szersze niż głowa mierzona wraz z oczami. Rzędy (striae) pokryw bardzo słabo zaznaczone, a ich wgłębienia i uwypuklenia widoczne dopiero pod odpowiednim oświetleniem. Na chetotaksję pokryw składają się 2 szczeciny grzbietowe, jedna wierzchołkowa i 7 do 8 bocznych. Ubarwienie ciemnometaliczne ze srebrzystymi bądź miedzianymi włoskami. Ciało długości od 3,5 do 7,5 mm. Wierzchołek pokryw zaokrąglony, a końcowy segment głaszczków szczękowych szczątkowy.
Spośród innych rodzajów z plemienia Bembidiini wyróżniają się pokrywami i przedpleczem pokrytymi przylegającymi, krótkimi włoskami, brakiem wyraźnie zaznaczonych rzędów na pokrywach oraz nieregularną punktacją pokryw i zewnętrznymi kątami przednich goleni prosto zaokrąglonymi.

## Ekologia
Owady dorosłe żyją na ziemi i w ściółce, w miejscach wilgotnych. Preferują wybrzeża wód i lasy łęgowe, gdzie bytują w rzadkiej roślinności i zaroślach. Aktywne są za dnia, a do polowania wykorzystują zmysł wzroku.

## Rozprzestrzenienie
Przedstawiciele tego rodzaju zamieszkują palearktykę, krainę orientalną (Indie) oraz nearktykę (Alaska). W Polsce stwierdzono dotąd 4 gatunki z tego rodzaju:
- Asaphidion austriacum
- Asaphidion caraboides caraboides
- Asaphidion pallipes
- Asaphidion flavipes

## Systematyka
Zalicza się tu 39 opisanych gatunków:
- Asaphidion alaskanum Wickham, 1919
- Asaphidion angulicolle (A. Morawitz, 1862)
- Asaphidion austriacum Schweiger, 1975
- Asaphidion caraboides (Schrank, 1781)
- Asaphidion championi Andrewes, 1924
- Asaphidion cuprascens Andrewes, 1925
- Asaphidion cupreum Andrewes, 1925
- Asaphidion curtum (Heyden, 1870)
- Asaphidion cyanicorne (Pandelle, 1867)
- Asaphidion cyprium Maran, 1934
- Asaphidion delatorrei Uyttenboogaart, 1928
- Asaphidion domonense Minowa, 1932
- Asaphidion fabichi Maran, 1934
- Asaphidion festivum (Jacquelin du Val, 1851)
- Asaphidion flavicorne (Solsky, 1874)
- Asaphidion flavipes (Linne, 1761)
- Asaphidion formosum Andrewes, 1935
- Asaphidion fragile Andrewes, 1925
- Asaphidion ganglbaueri J. Muller, 1921
- Asaphidion granulatum Andrewes, 1925
- Asaphidion griseum Andrewes, 1925
- Asaphidion indicum (Chaudoir, 1850)
- Asaphidion nadjae Hartmann, 2001
- Asaphidion nebulosum (P. Rossi, 1792)
- Asaphidion obscurum Andrewes, 1925
- Asaphidion ornatum Andrewes, 1925
- Asaphidion pallipes (Duftschmid, 1812)
- Asaphidion pictum (Kolenati, 1845)
- Asaphidion rossii (Schaum, 1857)
- Asaphidion semilucidum (Motschulsky, 1862)
- Asaphidion stierlini (Heyden, 1880)
- Asaphidion substriatum Andrewes, 1925
- Asaphidion subtile Breit, 1912
- Asaphidion tenryuense Habu, 1954
- Asaphidion transcaspicum (Semenov, 1889)
- Asaphidion triste Andrewes, 1935
- Asaphidion ussuriense Jedlicka, 1965
- Asaphidion viride Andrewes, 1925
- Asaphidion weiratheri Netolitzky, 1935
- Asaphidion yukonense Wickham, 1919